# كينجي فوجيموتو
كينجي فوجيموتو (باليابانية: 藤本健二؛ بالكانا: ふじもと けんじ) هو طاهي ياباني، ولد في 1947 في اليابان.